# Dynamo Lebanon Club
Il Dynamo Lebanon Club è una squadra di pallacanestro con sede nel quartiere di Saifi Village a Beirut, capitale del Libano.La squadra è stata fondata nel 2005 con il nome di Tibnine Sports Club, per poi assumere l'attuale denominazione nel 2020. A partire dalla stagione 2025, la squadra ha ripreso le attività sportive e milita nella Lebanese Second Division.

## Storia
La squadra venne fondata con il nome di Tibnine Sports Club nel 2005, con sede presso il villaggio di Tibnin, situato a 110 km a sud della capitale Beirut. La squadra vinse nella sua prima stagione la Lebanese Third Division e nella stagione successiva conquistò anche la vittoria della Lebanese Second Division. Nella stagione 2008-2009 il Tebnin SC giocò per la prima volta nella Lebanese Basketball League ottenendo anche l'accesso per i play-off, dove dopo aver sconfitto ai quarti di finale il Champville SC per 2-0, venne poi eliminata alle semifinali con un netto 3-0 dall'Al Mouttahed Tripoli. 
Nel 2020 la società cambia si trasferì nel quartiere di Saifi Village a Beirut, capitale del Libano, ed assunse la denominazione attuale di Dynamo Lebanon Club. L'11 agosto 2021, il Dynamo Club vinse la Lebanese Second Division, dopo aver battuto l’Antranik Y.A. per 2-0 nelle finali, e venne promosso in Lebanese Basketball League.
Nella stessa stagione la squadra raggiunse anche la finale della Lebanese Basketball Cup 2020-2021, con la Dynamo che riuscì a conquistare il trofeo, il primo titolo "maggiore" vinto dalla squadra, battendo il Club Antonin Sportif.
Ottenuta la promozione nella massima serie nazionale il Dynamo Club partecipa alla Lebanese Basketball League per due stagioni, tra il 2021 e il 2023.
Durante la stagione 2021-2022, la squadra dopo aver concluso al terzo posto nella classifica della stagione regolare, perse la semifinale dei playoff in quattro gare (1-3) contro il Al-Riyadi Beirut.
Nel gennaio 2023, il club giunse all'atto conclusivo del Torneo Internazionale di Dubai, importante torneo amichevole che si svolge annualmente nella città emiratina, ma uscì sconfitto per un solo punto, 85-86, nella sfida contro i connazionali dell'Al-Riyadi Beirut.
Nella stagione 2022-2023, la squadra chiude al primo posto in classifica la stagione regolare con 21 vittorie ed una sola sconfitta in tutto il suo percorso; dopo aver concluso poi al secondo posto il proprio girone valido per la seconda fase del campionato, il Dynamo supera anche le semifinali imponendosi con un netto 3-0 nella serie contro il Beirut Club, ma perde la finale per il titolo nazionale nuovamente contro l'Al-Riyadi Beirut in quattro partite (1-4); Jad El Hajj, guida tecnica della squadra venne premiato al termine della stagione con il titolo di miglior allenatore, mentre Zach Lofton venne premiato come miglior guardia ed inserito nel quintetto ideale del campionato.
Nell' ottobre 2023, il Dynamo Club prende parte all'Arab Club Basketball Championship, ma viene eliminato agli ottavi di finale della competizione dopo la sconfitta per 79-83, contro l'Al-Muharraq del Bahrein.
Però poche settimane dopo, il club ha poi annunciato il proprio ritiro dalla Lebanese Basketball League 2023-2024, ancora prima che la competizione avesse inizio a causa di problemi finanziari. Dopo circa due anni di inattività il Dynamo Club ha ripreso le proprie attività sportivi nel luglio del 2025, quando è stato annunciato che la squadra prenderà parte alla Lebanese Second Division per l'edizione 2025.

## Palmarès

### Titoli Nazionali
- Lebanese Second Division

Campioni (2): 2005-2006, 2020-2021
- Lebanese Third Division

Campioni (1): 2004-2005
- Lebanese Basketball Cup

Campioni (1): 2020-2021

## Giocatori

### Giocatori celebri
- Ali Mahmoud
- Bassel Bawji
- Ahmad Ibrahim
- Ghaleb Rida
- Elie Rustom
- Sean Armand
- Cleanthony Early
- Bakari Hendrix
- Scotty Hopson
- Zach Lofton
- Jo Lual-Acuil
- Lester Prosper
- Radhouane Slimane
- Ibrahima Thomas
- Karim Ezzeddine
- Jimmy Salem
- Jad Khalil